# Tūrūsk
Tūrūsk (persiska: توروسک) är en ort i Iran.   Den ligger i provinsen Khorasan, i den nordöstra delen av landet, 700 km öster om huvudstaden Teheran. Tūrūsk ligger 1 693 meter över havet och antalet invånare är 109.
Terrängen runt Tūrūsk är kuperad. Runt Tūrūsk är det ganska glesbefolkat, med 25 invånare per kvadratkilometer. Närmaste större samhälle är Bāyg, 19,5 km sydväst om Tūrūsk. Trakten runt Tūrūsk består i huvudsak av gräsmarker.